# Баронча
Баронча (рум. Baroncea) — село у Дрокійському районі Молдови. Адміністративний центр однойменної комуни, до складу якої також входить село Баронча-Ноуе.
Більшість населення - українці.

## Населення
За даними перепису населення 2004 року у селі проживала 1461 особа.
Національний склад населення села:
| Національність       | Кількість осіб | Відсоток |
| -------------------- | -------------- | -------- |
| українці             | 1095           | 74,9%    |
| молдавани            | 299            | 20,5%    |
| росіяни              | 44             | 3,0%     |
| цигани               | 21             | 1,4%     |
| інша / без відповіді | 2              | 0,1%     |
| Всього               | 1461           | 100%     |